# 베트남의 반체제자 목록
다음은 베트남의 반체제자 목록이다.

## 가
- 꾸후이하부

## 다
- 도안비옛호앗
- 똔텃티엔

## 라
- 레꽁딘
- 레꾸옥꾸언
- 리똥

## 마
- 메넘

## 바
- 부이틴

## 아
- 응우옌단꾸에
- 응우옌반하이
- 응우옌시빈
- 응으어이부온지오

## 자
- 즈엉투흐엉
- 쩐아인낌

## 타
- 틱꽝도

## 파
- 팜민호앙
- 팜홍선

## 하
- 호앙반호안